# Toledonia warenella
Toledonia warenella is een slakkensoort uit de familie van de Diaphanidae. De wetenschappelijke naam van de soort is voor het eerst geldig gepubliceerd in 2010 door Golding.